# Vítaná
Vítaná je malá vesnice, část obce Bezděkov v okrese Klatovy v Plzeňském kraji. Nachází se asi 1,5 kilometru západně od Bezděkova. Je zde evidováno 14 adres. V roce 2011 zde trvale žilo 35 obyvatel.
Vítaná leží v katastrálním území Bezděkov u Klatov o výměře 6,41 km².

## Historie
První písemná zmínka o vesnici pochází z roku 1836.

## Obyvatelstvo
| Rok            | 1869 | 1880 | 1890 | 1900 | 1910 | 1921 | 1930 | 1950 | 1961 | 1970 | 1980 | 1991 | 2001 | 2011 | 2021 |
| -------------- | ---- | ---- | ---- | ---- | ---- | ---- | ---- | ---- | ---- | ---- | ---- | ---- | ---- | ---- | ---- |
| Počet obyvatel | 70   | 70   | 69   | 73   | 69   | 77   | 69   | 36   | 33   | 27   | 27   | 15   | 19   | 35   | 38   |
| Počet domů     | 15   | 15   | 14   | 15   | 14   | 14   | 14   | 14   | 14   | 11   | 8    | 12   | 12   | 13   | 15   |

## Fotogalerie

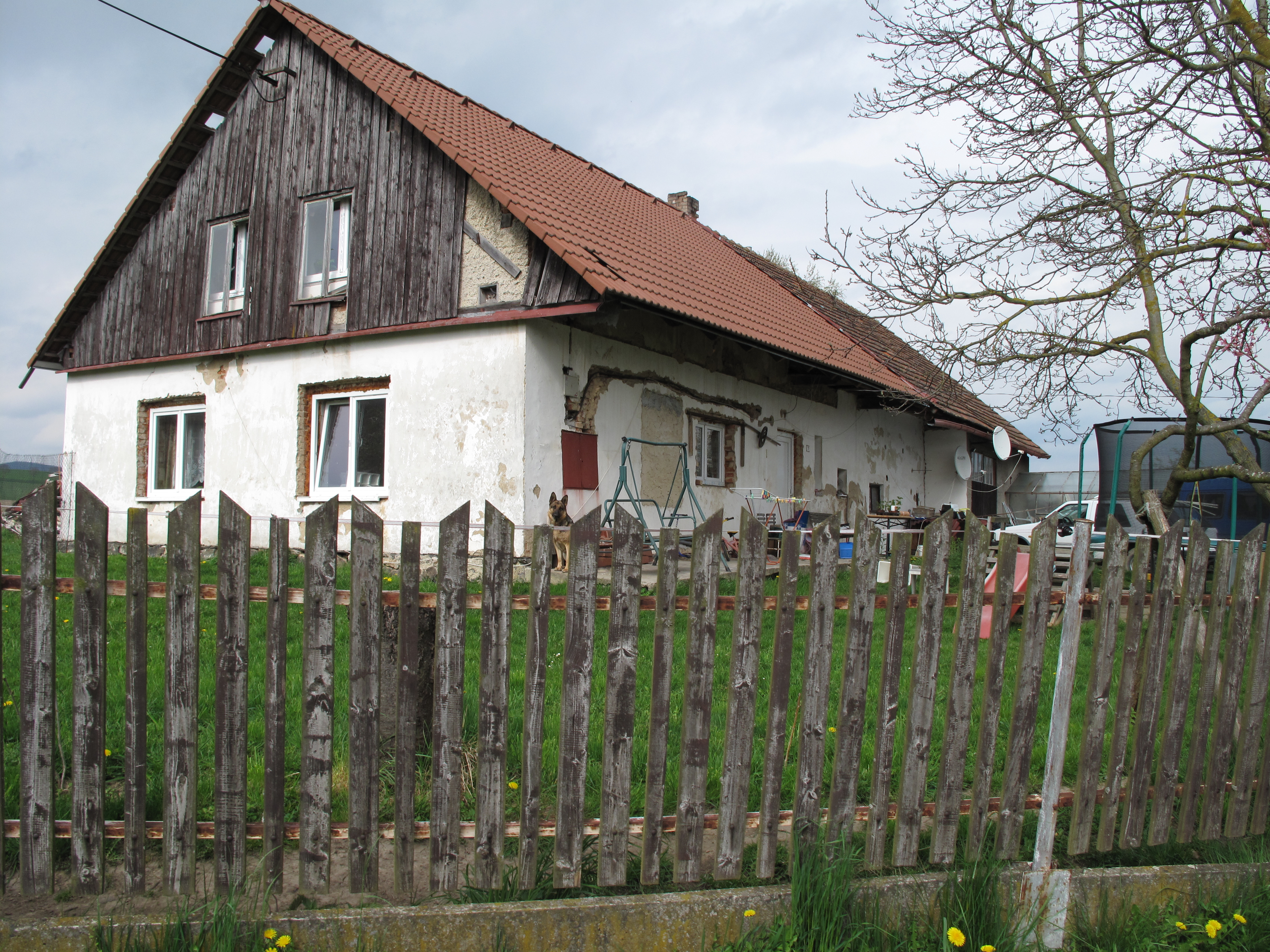
Stavení ve Vítané
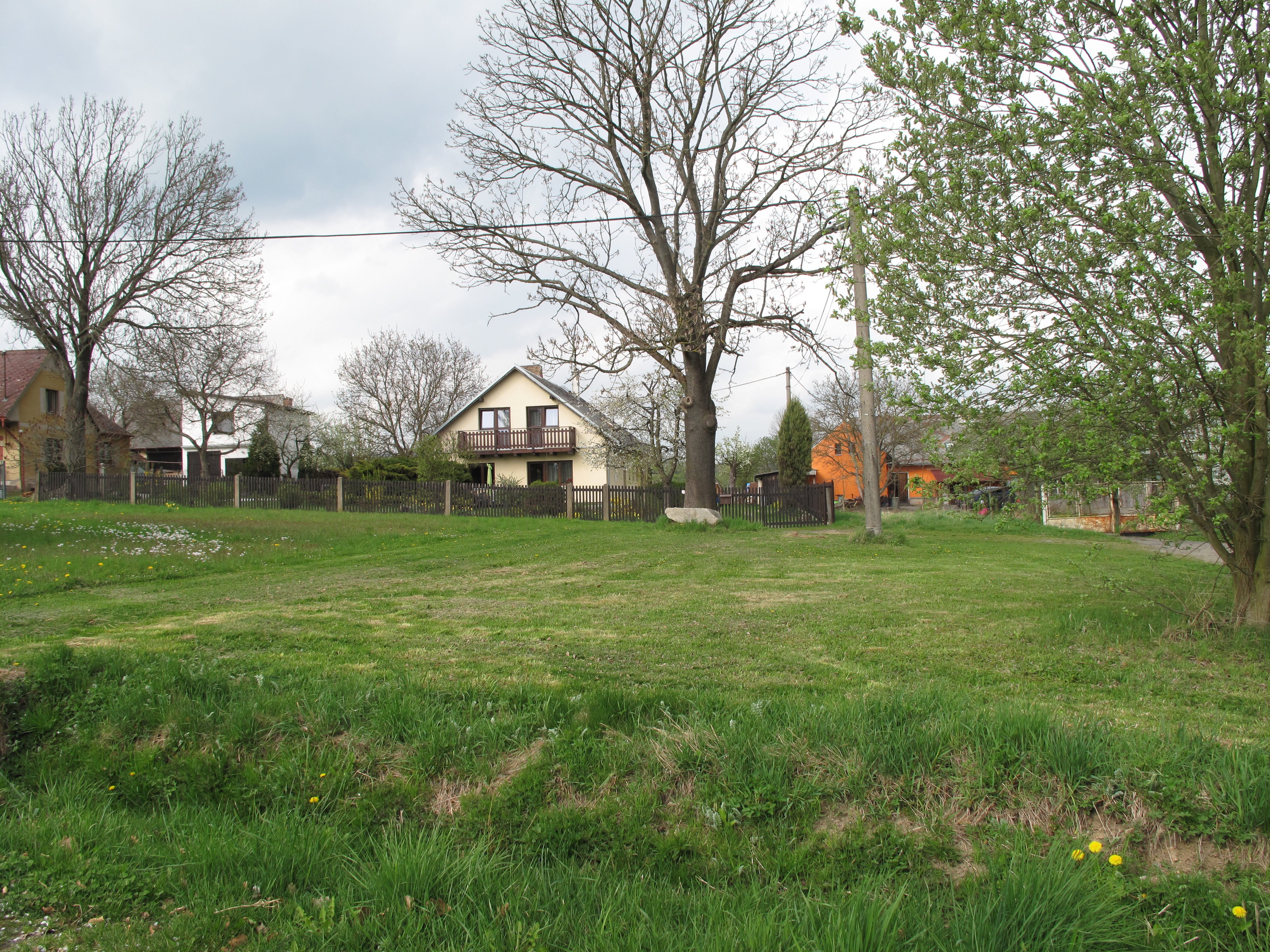
Náves ve Vítané
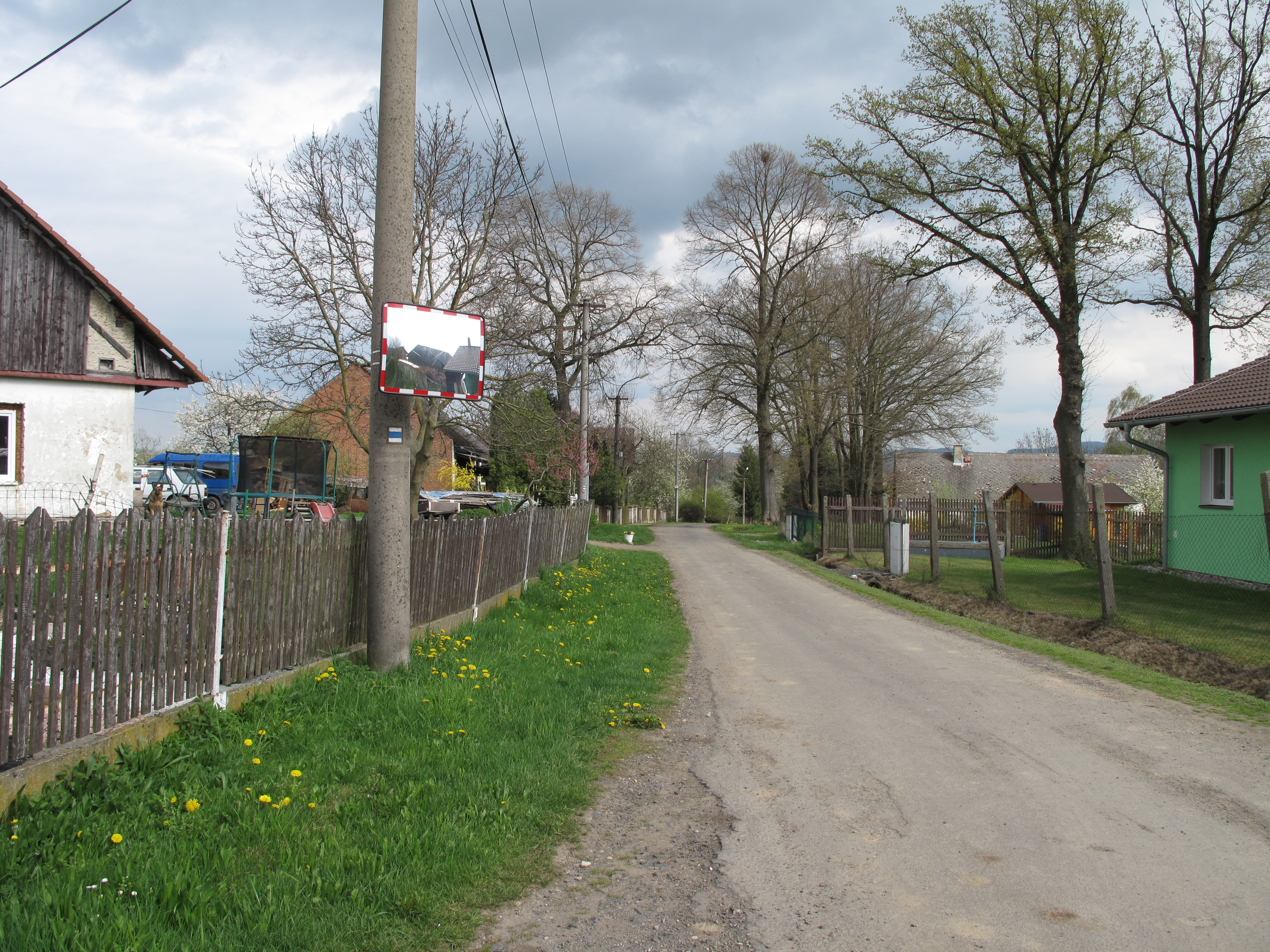
Cesta Vítanou